# Ramadan Sobhi
Ramadan Sobhi (arabisch رمضان صبحي, DMG Ramaḍān Ṣubḥī; * 23. Januar 1997 in Kairo) ist ein ägyptischer Fußballspieler.

## Karriere

### Verein
Sobhi wechselte 2014 aus der U-19 von al Ahly Kairo in die 1. Mannschaft. Zwischen 2014 und 2016, absolvierte er 55 Spiele in der Egyptian Premier League, der höchsten Spielklasse in Ägypten. Neben zwei Meistertiteln und zwei Siegen im ägyptischen Supercup gewann er mit dem Verein den CAF Confederation Cup, den zweitwichtigsten Vereinswettbewerb für afrikanische Vereinsmannschaften.
Am 25. Juli 2016 wechselte Sobhi nach England zu Stoke City. Sein Debüt in der Premier League gab er am 20. August 2016, den 2. Spieltag. Bei dieser 1:4-Niederlage gegen Manchester City, kam er in der 88. Spielminute für Marko Arnautović in die Partie. Sein aktueller Vertrag bei Stoke läuft bis zum 30. Juni 2022. Bei Stoke war er in der ersten Saison häufig nur Joker oder wurde gar nicht erst eingesetzt. Dies sollte auch 2017/18 so bleiben.
Nachdem der Abstieg Stokes perfekt war, wechselte Sobhi für rund sechseinhalb Millionen Euro zu Huddersfield Town. Nachdem er in der Hinrunde nur vier Mal zum Einsatz gekommen war, wurde er für ein halbes Jahr mit einer Leihgebühr von 800 Tausend Euro an El Ahly Kairo verliehen. Nach seiner Rückkehr folgte direkt die nächste Leihe zu demselben Klub, diesmal für nur 750 Tausend Gebühren. Durch seine Verletzungen war Ramadan Sobhi nur am Anfang der Saison im Kader.

### Nationalmannschaft
Sobhi durchlief einige ägyptische Juniorenteams, ehe er am 14. Juni 2015 sein Debüt in der A-Nationalmannschaft gab. Beim 3:0 gegen Tansania im Qualifikationsspiel zum Afrika-Cup 2015, kam er in der 67. Minute für Mahmoud Kahraba aufs Feld.
Im Jahr 2017 stand er mit Ägypten im Finale des Afrika-Cups 2017, welches mit 1:2 gegen Kamerun verloren wurde. Zudem gelang die Qualifikation für die Fußball-Weltmeisterschaft 2018, bei der Ägypten in der Gruppenphase nach Niederlagen gegen Russland, Uruguay und Saudi-Arabien als letzter der Gruppe A ausschied. Er wurde in allen drei Partien eingewechselt.
Nach der WM stand er nur noch im Kader der U23, wo er auch Kapitän ist und mit seinem Team die U-23-Afrika-Cup 2019 gewann. Die Ägypter gewannen im Finale mit 2:1 nach Verlängerung gegen die Elfenbeinküste. Sobhi schoss das Siegtor zum 2:1 in der 114. Minute.

## Erfolge
- Ägyptischer Meister-Meister: 2014, 2016
- Ägyptischer Superpokalsieger: 2015, 2016
- CAF-Confederation-Cup-Sieger: 2014
- Fußball-Afrikameisterschaft 2017: 2. Platz
- U-23-Afrika-Cup-Sieger: 2019